# 제2성전
제2성전(히브리어: בית־המקדש השני→둘째 거룩한 집), 또는 헤로데 성전은, 기원전 516년 경부터 기원후 70년까지 예루살렘 성전산에 있었던 유대교의 성전으로, 신바빌로니아 제국의 유다 왕국 점령 당시 기원전 587년에 파괴된, 통일 이스라엘 왕국 시기 솔로몬이 지은 제1성전을 대체하였다. 당시 몰락한 유대 국가는 바빌로니아의 지역으로서 합병되었고 인구 일부는 바빌론에 포로로 잡혀갔다. 제2성전 건설은 아케메네스 제국의 바빌로니아 점령 이후 키루스 2세 보졸그의 칙령을 통해 유대인들이 유대 땅으로 돌아온 이후 시작되었으며, 제2성전 완공을 통해 유대인 역사에서 제2성전기가 시작되었다.
성경에 따르면, 제2성전은 원래 아케메네스 제국에서 임명한 통치자 즈루빠벨과 함께 바빌론에서 레반트로 돌아온 유대인 귀환자들이 지은, 그리 크지 않은 건축물이었다. 하지만 헤로데 왕국 시기 헤로데 1세가 대규모로 재건축하여, 기존의 건물은 대규모 신축 건물과 새 외관에 덮혔다. 현대에 있는 모형들은 대부분 이 증축 후의 성전을 묘사하고 있다. 제2성전은 585년간 존속하였으며, 기원후 70년 당시 진행 중이던 제1차 유대-로마 전쟁 당시 로마 제국이 예루살렘 공방전에서 보복 삼아 파괴하였다.

## 성경적 해설

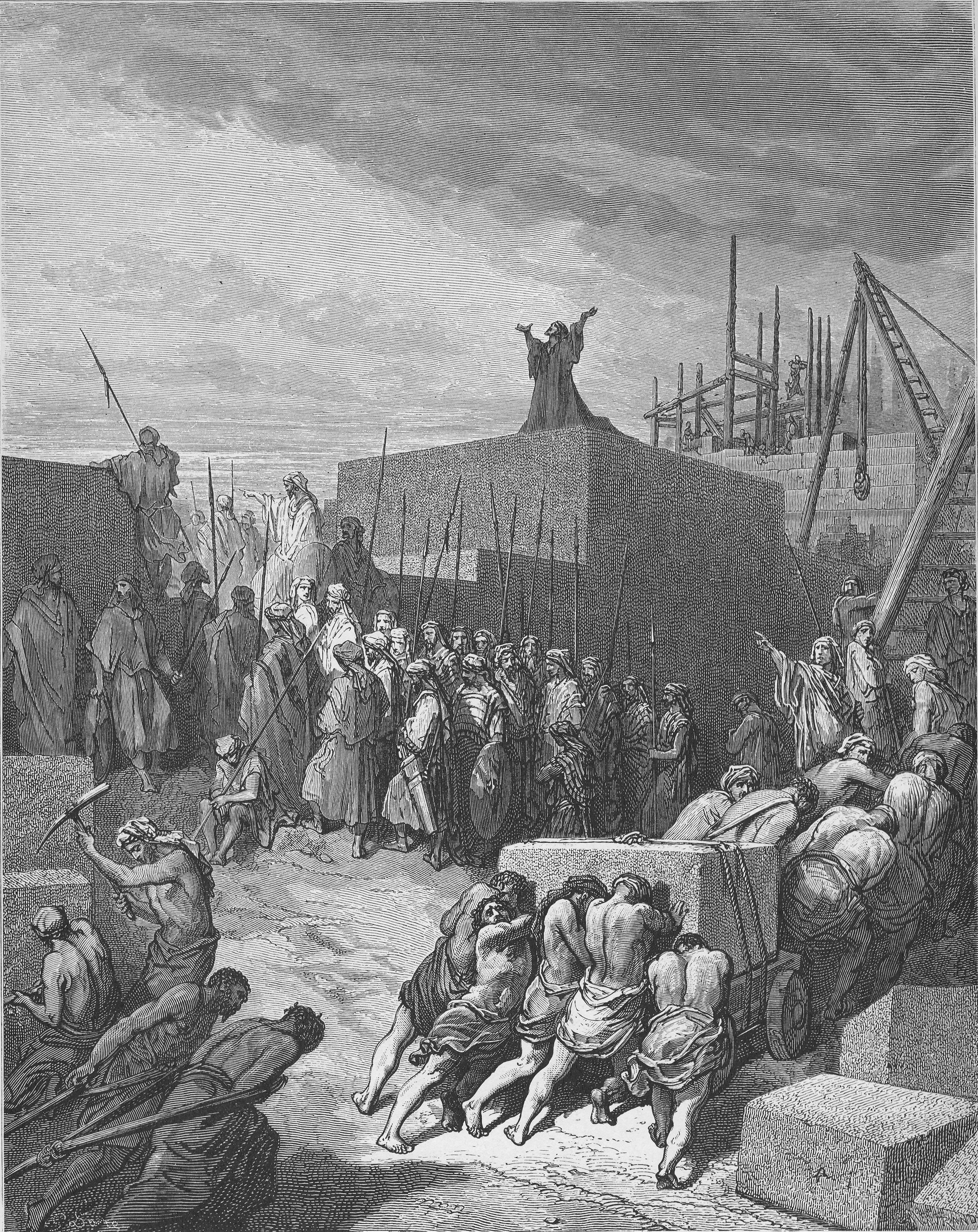
1866년 'La Sainte Bible'에 실린, 귀스타브 도레가 그린 제2성전의 건축.

기원전 559년 아케메네스 제국의 키루스 2세 보졸그가 즉위함으로서, 예루살렘과 성전의 재건이 가능해졌다. 제1성전의 파괴 이후 성전 터에서는 기초적인 의식 일부는 계속되고 있었다. 역대기하 뒷부분, 에즈라기, 느헤미야기에는 키루스 2세의 칙령에 따라 유대인들이 예루살렘으로 돌아온 후, 제1성전의 제단의 터에서 공사가 시작되었다고 기록되어 있다. 유대인들이 돌아오기 전 도시에서 살고 있던 사람들의 반대로 인한 공사 중단 이후, 기원전 521년 다리우스 1세가 집권하며 공사가 재개되었고, 즉위 6년차인 기원전 516년에 완공되었다.
제2성전의 건설에 관한 사건은 히브리어 성경 역사서의 마지막 부분이다.

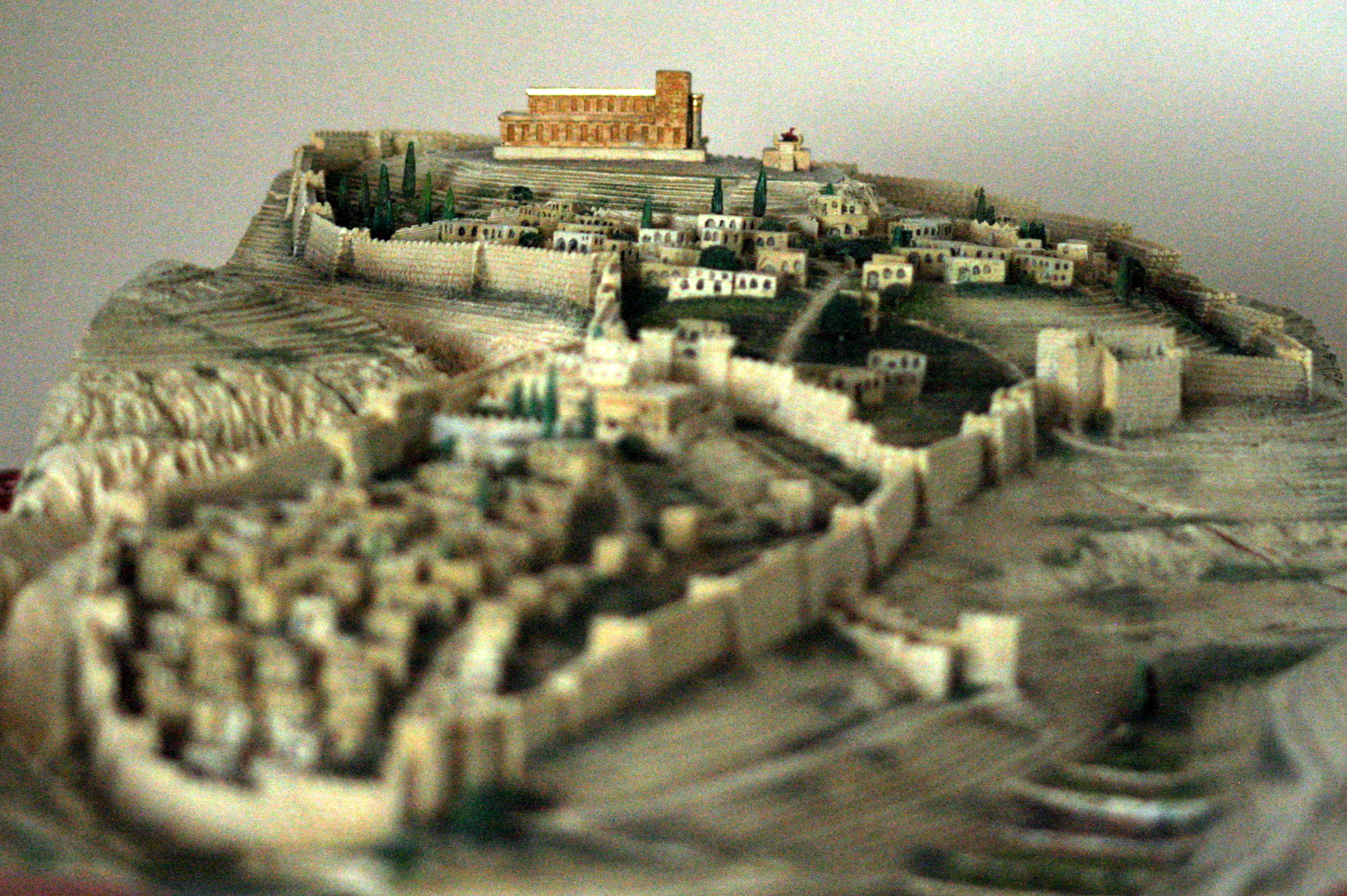
기원전 10세기 예루살렘을 현대에 복원한 모습으로, 제일 위 가운데에 보이는 것이 제1성전이다. 제2성전은 제1성전이 있었던 곳에 건설되었다.

한 사람의 회고록 형식을 띄고 있는 느헤미야기의 핵심 부분은 기원전 400년 경 에즈라기의 핵심 부분과 합쳐진 것으로 보이며, 헬레니즘 시대까지 계속적으로 편집이 이루어졌을 가능성도 있다. 느헤미야기에는 느헤미야가 예루살렘에 성벽조차 없는 것을 들어 예루살렘을 재건하겠다는 내용으로 시작하며, 왕이 느헤미야를 예후드 메디나타의 총독으로 임명한 후에 느헤미야는 예루살렘에 도착하여 주변국의 방해에도 불구하고 성벽을 재건하고, 공동체를 모세 율법에 따라 재편하였다. 이스라엘에 12년 간 거주한 후 느헤미야는 수사로 돌아갔다 다시 예루살렘으로 돌아오며, 이스라엘인들이 율법을 따르지 않고 비유대인과 결혼하는 것을 보며 율법을 집행하기 위해 예루살렘에 머물렀다.
성경에 따르면, 바빌로니아에서 돌아온 후 70년 전 유다 왕국의 함락 이후 폐허가 된 예후드 메디나타를 재조직하기 위하여 빠른 준비가 이루어졌다. 유프라테스강 지역에서 예루살렘까지 4달에 걸쳐 돌아온 42,360명은 종교적 동기를 통해 재건에 높은 참여를 보였고, 이에 따라 첫 관심사는 파괴된 성전을 재건하고 희생을 드리는 제사를 다시 진행하는 것이었다.
유다 지역의 총독 즈루빠벨이 먼저 페르시아 다릭 1,000개를 기부한 후, 여러 사람들이 큰 열정을 가지고 성전 금고에 재산을 바쳤다. 먼저 신에게 올리는 제단을 전에 있던 곳과 동일한 위치에 만들고, 전 성전의 자리를 차지하고 있던 파편을 치웠으며, 건설 시작 2년 2개월 후(기원전 535년)에는 제2성전의 주춧돌이 놓임과 동시에 사람들의 흥분과 기쁨이 넘쳐났다. 성전 재건에 대해 주변에서도 많은 관심이 대두되었지만, 주변국은 복잡한 심정으로 이를 바라보았다.
사마리아인은 성전 건설을 돕기를 원했으나 즈루빠벨과 원로들은 유대인이 단독으로 성전을 건설해야 한다는 생각에 거절하였으며, 유대인에 대한 좋지 않은 소문이 빠르게 퍼져나갔다. 에즈라기 4장에는 사마리아인들이 유대인의 목표를 방해하기 위해 수사와 엑바타나에 사신을 보내, 건설을 중단시키는 데 성공하였다고 기록되어 있다.
7년 후, 유대인의 복귀와 성전의 재건을 허가했던 키루스 2세가 사망했으며, 아들인 캄비세스 2세가 즉위하였다. 캄비세스 2세가 사망한 후에는 바르디야가 약 8개월 간 집권하였으며, 그 후에는 다리우스 1세가 즉위하였다. 다리우스 1세의 즉위 2년 차에 성전 재건이 다시 시작되어, 선지자 하깨와 즈가리야의 격려를 받으며 성전을 완성하였다. 유대 지역으로 귀환한 지 20년이 넘게 지난 시점인, 다리우스 1세 집권 6년차(기원전 516년) 봄에 축성 준비를 마쳤으며, 아다르월 3일에 완공되었으며, 많은 축하와 환호가 뒤따랐다. 하깨서에는 제2성전의 영광이 제1성전보다 클 것임을 예측하는 내용이 있다.
기원전 586년 제1성전의 파괴 이후 언급되지 않아 사라진 것으로 보이는 유물은 다음과 같다.
- 법궤[8][12] (돌판,[18] 만나가 담긴 그릇, 아론의 지팡이[12])
- 우림과 둠밈[8][12]
- 성별하는 기름[12]
- 성스러운 불[8][12]

제1성전에서 지성소가 벽으로 구분되어 있던 것과 달리, 제2성전에서는 천막으로 구분되어 있었다. 제2성전의 성막에는 다음과 같은 물품이 있었다.
- 메노라 (금 촛대)
- 진설병
- 금 분향단과 금 향로[12]

미슈나에 따르면 주춧돌은 법궤가 있던 곳에 놓였으며, 대제사장은 욤 키푸르에 자신의 향로를 주춧돌 위에 올려놓았다.
제2성전에는 바빌로니아에게 약탈당했다가 키루스 2세가 돌려준 금 기구들도 있었다. 하지만 바빌로니아에서 기록한 탈무드에는 제1성전에 있었던 셰키나와 성령이 있지 않았다고 기록되어 있다.

## 랍비 문학
전통 랍비 문학에는 제2성전이 420년 동안 존재했다고 기록되어 있으며, 2세기에 쓰여진 세데르 올람 랍에 따르면 건설 연도는 학술적 추정치보다 164년 후인 기원전 356년(3405 AM)이며, 파괴 연도는 기원후 68년(3828 AM)이다.
미슈나의 다섯 번째인 코다쉼에는 제사, 기구, 성직자 등 성전과 관련된 규정에 대해 자세한 정보와 설명이 쓰여 있다. 순서에 대한 논문에서는 동물, 새, 고기의 제사, 속죄제 등 희생을 바치는 법, 성물의 남용에 대한 법을 다루고 있다. 또한, 제2성전에 대한 설명이나, 성전에서 매일 이루어진 제사에 대한 설명 및 규칙이 실려 있기도 하다.

## 마카베오의 재봉헌
알렉산드로스 3세의 유대 점령 이후, 유대는 기원전 200년 시점까지 프톨레마이오스 왕국의 치하에 있었고, 안티오코스 3세 메가스가 프톨레마이오스 5세 에피파네스에게 승리를 거둔 이후에는 셀레우코스 제국의 지배를 받았으며 이 시기에는 제2성전이 약탈당하고 유대교가 실질적으로 불법화되었다.
기원전 167년 안티오코스 4세 에피파네스는 성전에 제우스 제단을 세울 것을 명령하였다. 플라비우스 요세푸스는 이 시기에 '유대인들의 법을 해체하고, 아이들의 할례를 금지하였으며, 돼지고기를 제단에 바칠 것을 강요했으며, 심하게 반대하면 사형에 처해졌다'고 기록하였다. 이 내용은 마카베오상에도 기록되어 있다.
마카베오의 반란 이후, 제2성전은 야훼에게 재봉헌되었으며 유대 하슈모나이 왕국의 종교적 중심지가 되었다. 이 사건은 유대인의 명절인 하누카의 유래를 제공하기도 했다.

## 하슈모나이 왕국 및 로마의 점령
고고학적인 면에서 보았을 때, 하슈모나이 왕국 시기에 성전과 성전 주변에 변화가 일어났을 것으로 추정하고 있다. 하슈모나이 왕국의 여왕 살로메 알렉산드라는 큰아들 히르카노스 2세를 유대 대제사장으로 임명하였다. 작은아들 아리스토불로스 2세는 왕권을 노렸으며, 여왕의 사망 직후 왕위를 얻었다. 원래 왕위 계승 대상자였던 히르카노스 2세는 대제사장 자리에 머무는 것에 동의하였지만, 에돔의 통치자 안티파테르는 히르카노스 2세에게 왕권을 포기하지 말 것을 종용했다. 결국 히르카노스 2세는 나바테아의 왕 아레타 3세에게 망명하였다가, 군대를 이끌고 왕권을 되찾기 위해 돌아와 예루살렘을 포위하였다. 당시 제3차 미트리다드 전쟁으로 인해 시리아에서 대아르메니아 왕국과 싸우던 로마 장수 폼페이우스는 유대에서 일어난 분쟁을 조사하기 위해 부하를 보냈다. 아리스토불로스와 히르카노스 모두 폼페이우스에게 지원을 요청했으나, 폼페이우스는 명확한 결정을 내리지 않았고, 이로 인해 아리스토불로스가 군대를 이끌고 행진하게 되었다. 아리스토불로스는 결국 폼페이우스에게 항복하였지만 아리스토불로스의 군대는 예루살렘으로 들어가 문을 닫았다. 로마는 성을 포위해 기원전 63년에 성을 점령하였다. 전투 도중에도 성직자들은 성전에서 의식을 계속 진행하였으며, 로마 군대는 성전을 약탈하지 않았다. 폼페이우스는, 무심코 하였을 것이라고 추정하고는 있지만, 스스로 지성소에 들어갔으며, 다음 날 성직자들에게 성전을 정화하고 종교 의식을 다시 진행할 것을 명령했다.
로마 황제 칼리굴라가 자신의 석상을 성전 안에 두려고 하였을 때, 헤로데의 손자 아그리파 1세가 개입하여 저지하였다.

## 헤로데의 성전

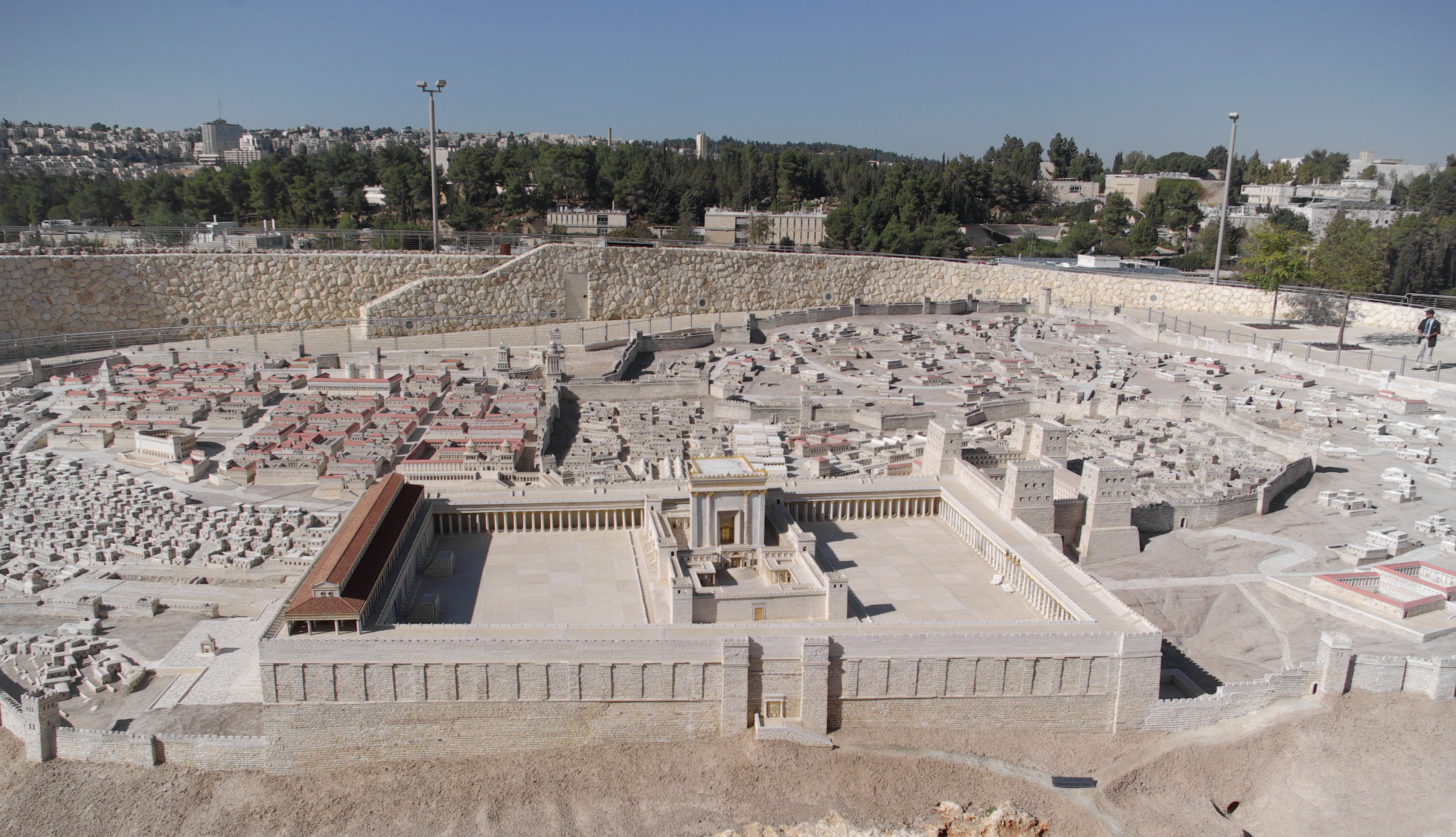
예루살렘 모형에 구현된 헤로데의 성전으로, 동쪽에서 서쪽으로 바라본 방향이다.

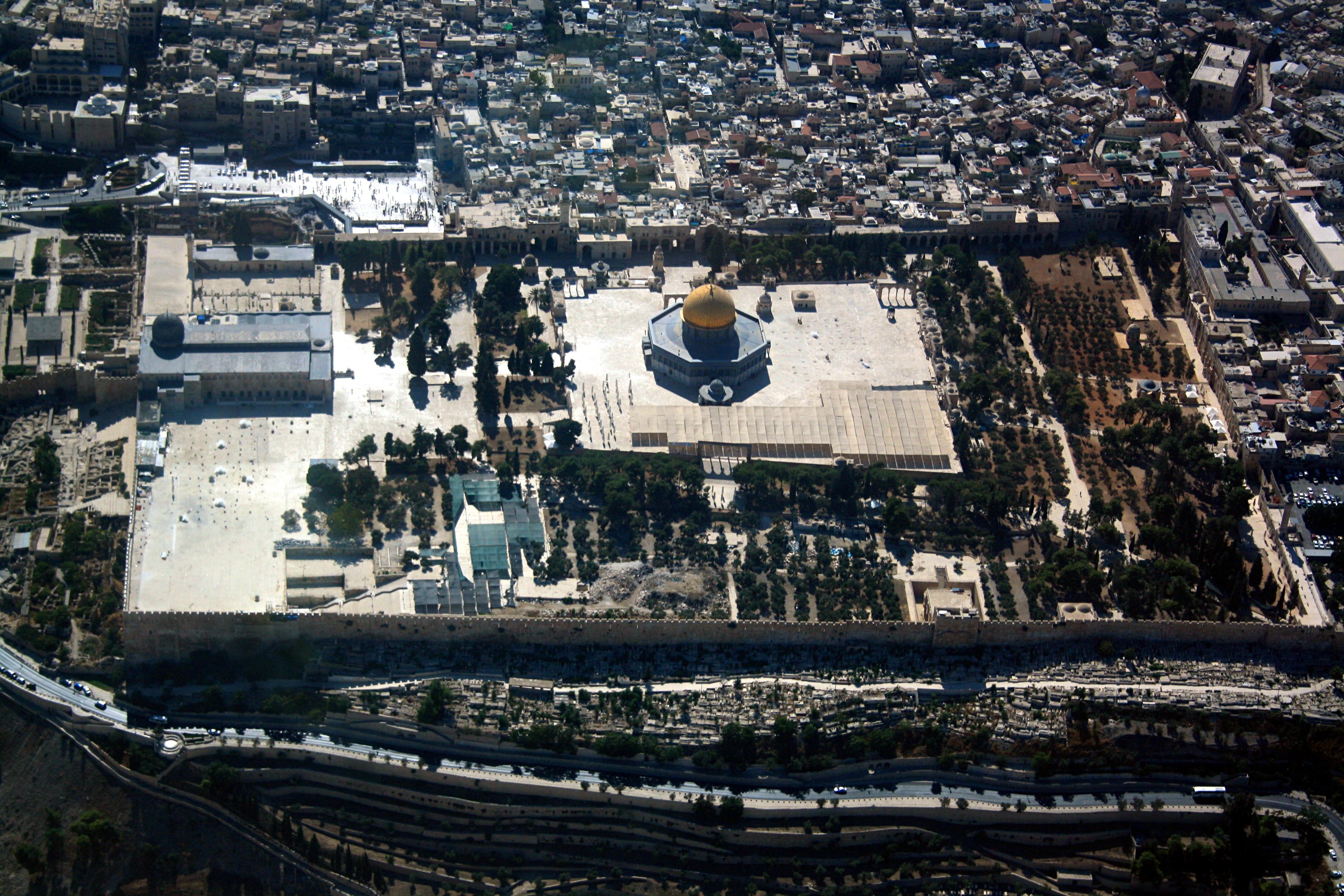
2013년 성전산을 동쪽에서 서쪽 방향으로 바라본 모습.

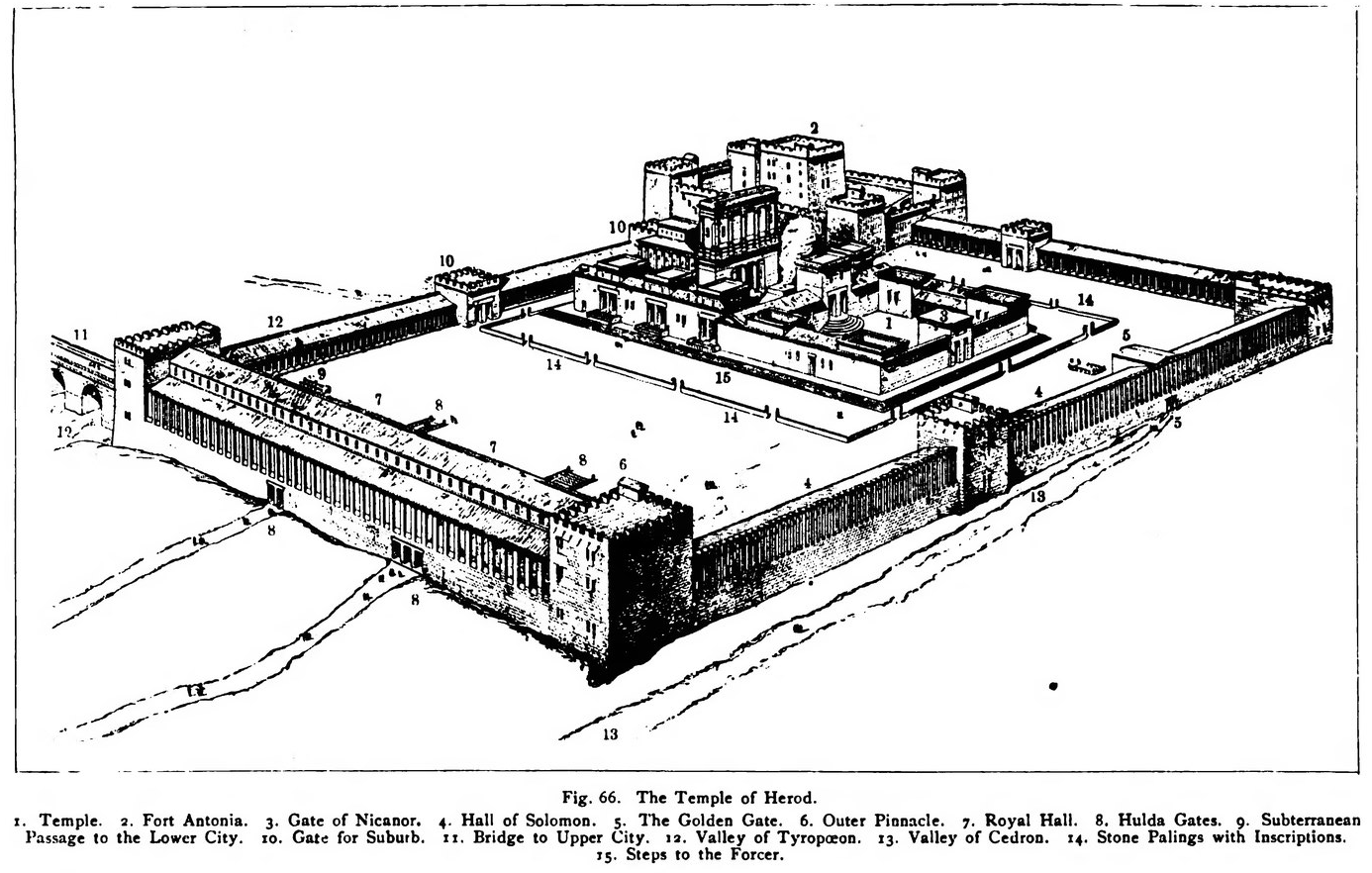
The Presentation in the Temple(1910)에서 묘사한 헤로데의 성전.

### 성역 확장, 일자, 기간
헤로데 1세 치하에서의 성전 재건축은 성전산의 성역을 확장하는 것에서 시작되었다. 성전의 전체 면적은 원래 7 헥타르 (17 ac)가량이었지만, 헤로데 시대에는 14.4 헥타르 (36 ac)로 2배 이상 증가하였다. 헤로데의 공사는 보통 기원전 20년~19년에서 기원전 12년~10년으로 추정하며, 비케 마히우는 성전 주변 공사가 기원전 25년, 성전 자체의 공사가 기원전 19년에 시작되어, 둘 모두 기원전 18년 11월에 종료되었다고 보았다.
건설 도중에도 종교적 숭배와 졔사는 계속 진행되었다. 헤로데와 유대교 사회 간에는, 공사 기간 중 제물을 계속 바치고, 대신 성전의 건설은 제사장들이 맡아서 한다는 합의가 이루어졌다. 성전의 기능이 계속 유지되었기 때문에, 건물 자체로는 세 번째임에도 헤로데의 성전을 제2성전의 연속으로 본다.
헤로데의 성전은 기원전 1세기 당시 몇 되지 않은 대규모 공사 중 하나였다. 요세푸스는 헤로데가 공사를 통해 자신의 이름을 남기기를 원하였다며, 공사 자체는 고되고 높은 세금으로 충당되었지만, 예루살렘 성전이라는 걸작을 만들어냈다고 평가하였다. 이후 성전세를 부활시키며 성소의 세겔이 다시 도입되었다.

### 구성 요소

#### 평원, 부속 시설, 벽
모리아산의 북쪽에는 평원이 있고, 남쪽에는 급한 경사가 있다. 헤로데는 산 전체를 거대한 사각 평원으로 만들 계획을 세웠다. 성전산은 당초 가로 490 m, 세로 270 m, 벽 높이 5 m로 지어질 예정이었지만, 이 공사는 완료되지 못했다. 공사를 재개할 때에는 산 주변에 거대한 구덩이를 팠으며, 거대한 벽돌을 놓았다. 벽돌 일부는 무게가 100톤이 넘어갔으며, 가장 큰 돌은 13.6 m × 3.4 m × 5.0 m 크기로 무게는 567 ~ 628톤가량이었다. 벽돌 대다수는 0.76 m × 1.07 m × 4.57 m 크기였으며, 무게는 15톤가량이었다.
헤로데는 그리스, 로마, 이집트에서 건축가를 데려와 공사를 맡겼다. 채석장에서는 먼저 물길을 만들기 위해 곡괭이를 통해 땅을 판 후, 나무 대들보를 망치로 두들긴 다음 물로 돌을 내보내는 방식을 거친 것으로 보인다. 밖으로 나온 돌은 정사각형으로 가공된 후 설치 장소를 표시하기 위한 표식이 새겨졌다. 표식을 새길 때는 더 단단한 돌을 사용해 새겼거나 돌을 깎아내는 방식을 거친 것으로 추정하고 있다. 돌은 황소와 전용 수레를 이용해 옮겼다. 채석장이 성전보다 위에 있었기 때문에, 내리막을 내려갈 때 주의를 기울여야 했다. 최종 설치는 기중기를 이용하였는데, 로마에서 사용한 기중기는 돌을 들어올려 정확한 위치에 넣기에 부족했기 때문에 여러 기중지를 함께 사용했다. 산을 평평하게 하며 고도가 올라가자, 산 서쪽은 수직 벽을 세운 후 벽돌 무늬를 새겨 벽돌이 이어지는 느낌을 주었다. 모리아산 북쪽의 안토리나언덕은 성전산에 흡수되었고, 둘 사이의 골짜기는 흙으로 매워졌다.
성전 공사는 땅의 크기보다 공간을 넓히기 위해 성전 부지 밑에 지하 창고를 만드는 데서부터 시작되었다. 당시 지표의 높이는 통곡의 벽 터널에 드러난 것처럼 현재보다 6 m가량 낮았다. 유대 전승에는 성전 건설이 3년밖에 걸리지 않았다고 전해지지만, 요세푸스 등 기록에는 더 오래 걸렸다고 기록되어 있다. 이 차이는 성전 자체의 건설과, 성전 주변 시설의 건설의 차이로 보기도 한다. 예수의 방문 당시에는 성전이 46년 동안 건설되었다는 말이 있었다.

#### 이방인의 뜰
이방인의 뜰은 주로 바자르 기능을 하였다. 노점들은 기념품, 성결한 동물, 음식을 팔았으며, 로마와 티레 화폐 간의 환전도 이루어졌다.
훌다문과 성전 벽 위에는 거대한 바실리카인 스토아가 있었는데, 요세푸스는 "태양 밑의 다른 어떤 건물보다 가치 있다"고 칭찬하였다.

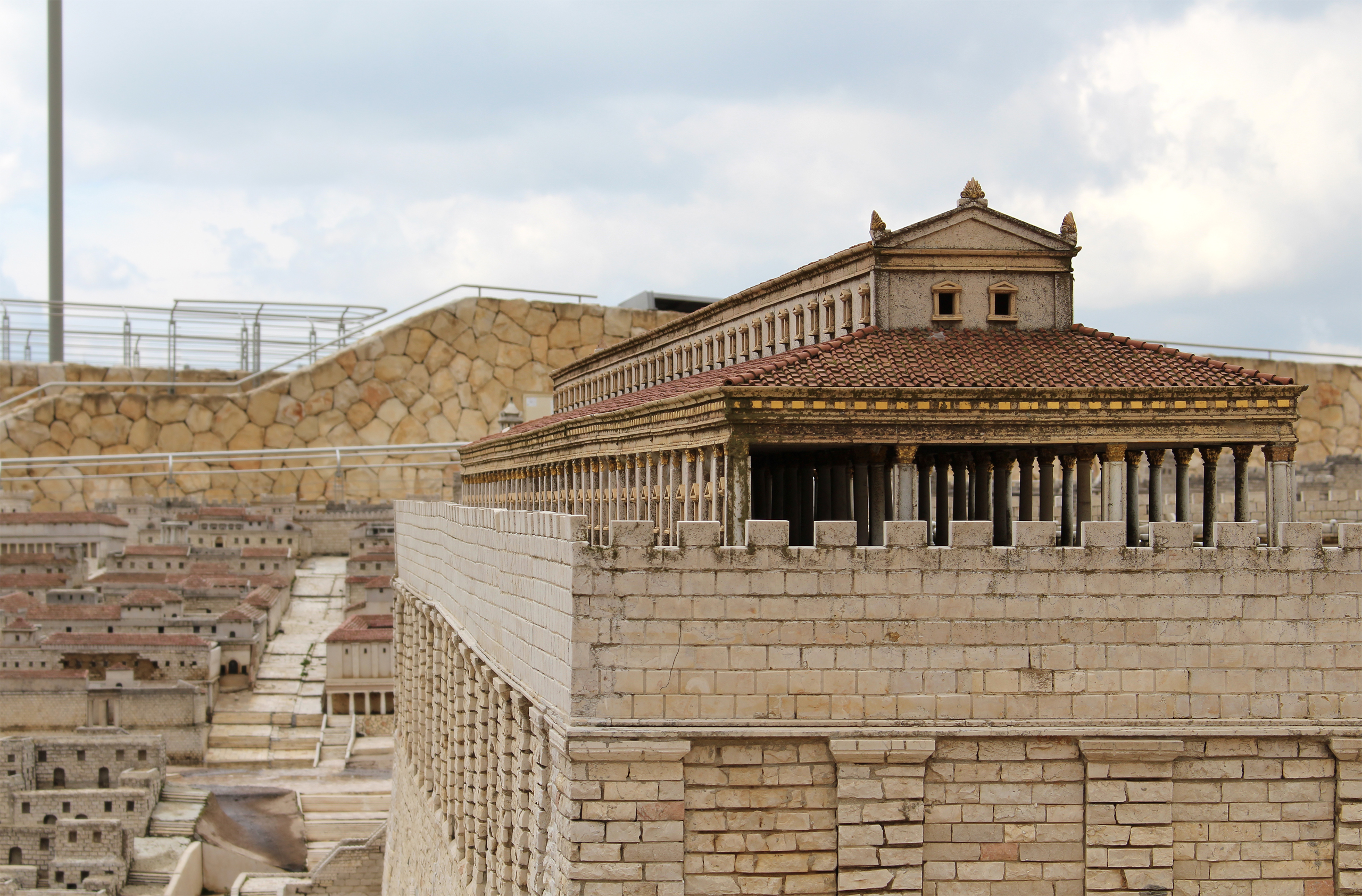
예루살렘 모형에서의 스토아.

스토아는 보통 헤로데 시기에 건설한 것으로 보았지만, 최근 통곡의 벽 인근에서 진행된 고고학 조사에 따르면 아그리파 1세의 집권기인 기원후 1세기에 지어진 것으로 추정된다.

#### 피너클
마태오 및 루가의 복음서에 나온 그리스도의 유혹에는 제2성전에 피너클이 하나 이상 있음이 암시되어 있다.
그러자 악마는 예수를 거룩한 도시로 데리고 가서 성전 꼭대기에 세우고

다시 악마는 예수를 예루살렘으로 데리고 가서 성전 꼭대기에 세우고 "당신이 하느님의 아들이거든 여기에서 뛰어내려 보시오.

그리스어 원본에서 사용한 단어 프테리욘(πτερυγιον)은 탑, 성벽, 피너클을 뜻한다. 스트롱의 용어색인에서는 성첩이나 난간 등 작게 튀어나온 구조물의 일종으로 보았으며, 고고학자 벤자민 마자르는 키드론 계곡을 바라보는, 성전의 동남쪽 구석이라고 추정하였다.

#### 안뜰
요세푸스에 따르면 안뜰로 들어가는 입구는 총 10개로, 남쪽과 북쪽에 각각 4개, 동쪽에 하나였고, 동서의 여성의 뜰과 이스라엘인의 뜰을 잇는 니카노르문이 있었다. 남쪽에는 (동쪽 방향부터 순서대로) 연료문, 맏이문, 수(水)문이었고, 북쪽에는 (서쪽 방향부터 순서대로) 여고나문, 제물문, 여성의 문, 노래문이었으며, 동쪽에는 니가노르문이 있었고 이 문을 통해 유대인 다수가 출입했다. 뜰을 두르는 벽 일부는 현재까지 남아 있다. 요세푸스는 헤로데 1세가 성전 대문에 금으로 만든 독수리를 세웠다고 기록하였다.
안뜰에는 여성의 뜰이 있었는데, 남녀노소 모든 유대인이 출입할 수 있었으며, 심지어 정결하지 않은 제사장도 관리를 위해 출입할 수 있었다. 나병 환자를 위한 공간과 나실인의 의식을 위한 이발소가 있었다. 여성의 뜰은 안뜰 중 가장 컸으며, 항상 음악과 춤을 볼 수 있었다.
이스라엘인의 뜰에는 남성만 출입할 수 있었으며, 제사장의 뜰에서 진행되는 제사를 볼 수 있었다. 제사장의 뜰은 제사장과 레위인만 출입할 수 있었다.

#### 성소

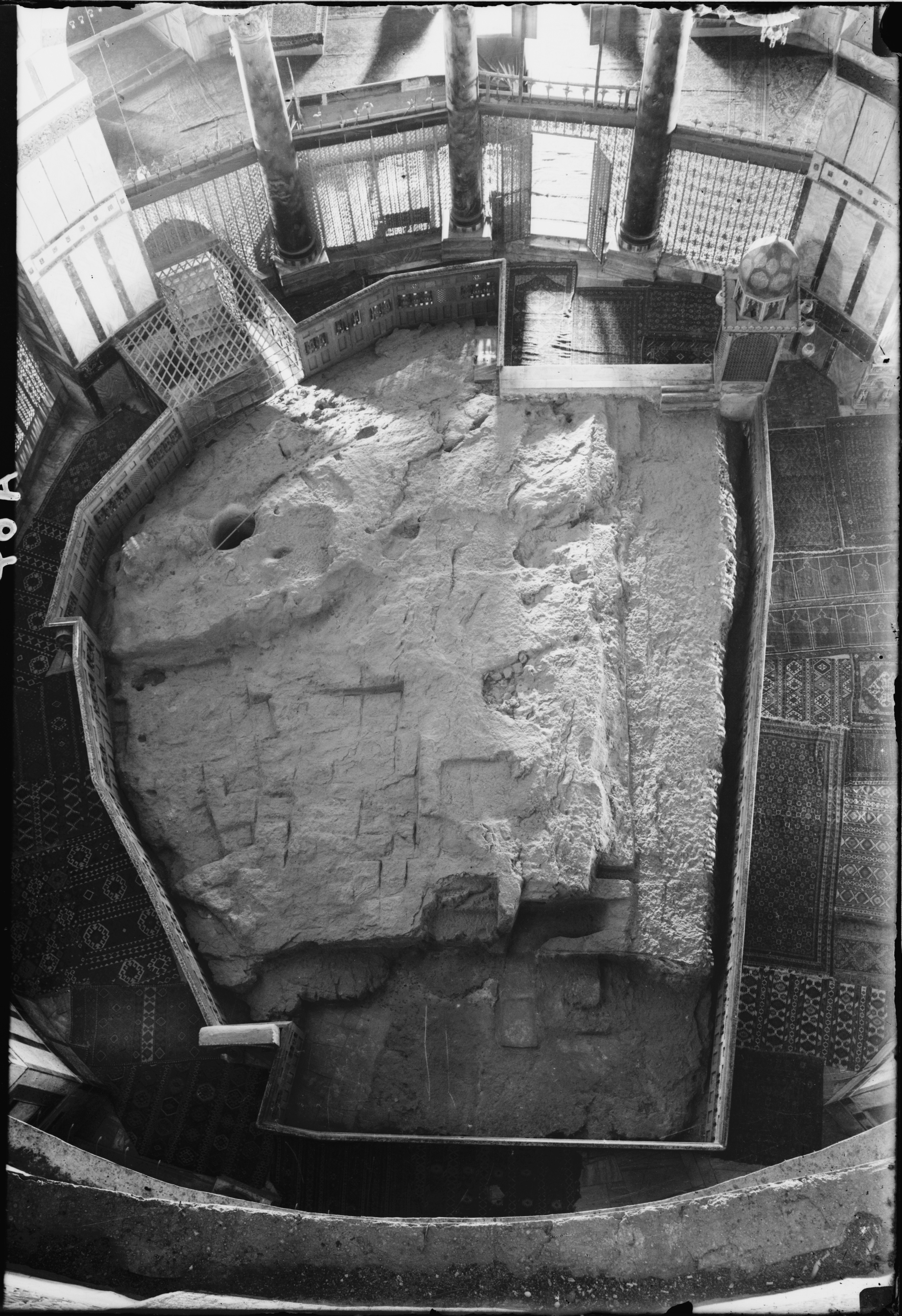
바위의 돔 밑에 있는 주춧돌로, 지성소의 위치로 추정하고 있다.

성전 건물 입구와 지성소 천막 사이에는 메노라나 제사를 올리는 단 등 성소에서 사용하는 그릇들이 있었다.

## 순례
로마 제국의 먼 곳에서부터 오는 유대인들은 야파(텔아비브)에 배로 도착한 후, 예루살렘까지 3일 동안 마차를 타고 왔으며, 세속적으로 여겨졌던 그리스와 로마 화폐를 유대나 티레의 화폐로 바꿔 주었다. 순례자들은  비둘기나 양 등 다음 날 사용할 고기를 구입하였다.
순례자들은 먼저 남쪽의 공용 출입구로 들어가, 미크바에서 정결 의식을 행하였다. 그 후에는 제물로 바칠 동물을 회수한 후, 훌다의 문으로 향해, 3층 높이를 계단으로 올라간 후 문을 통과하여 이방인의 뜰로 향하였다.

## 파괴

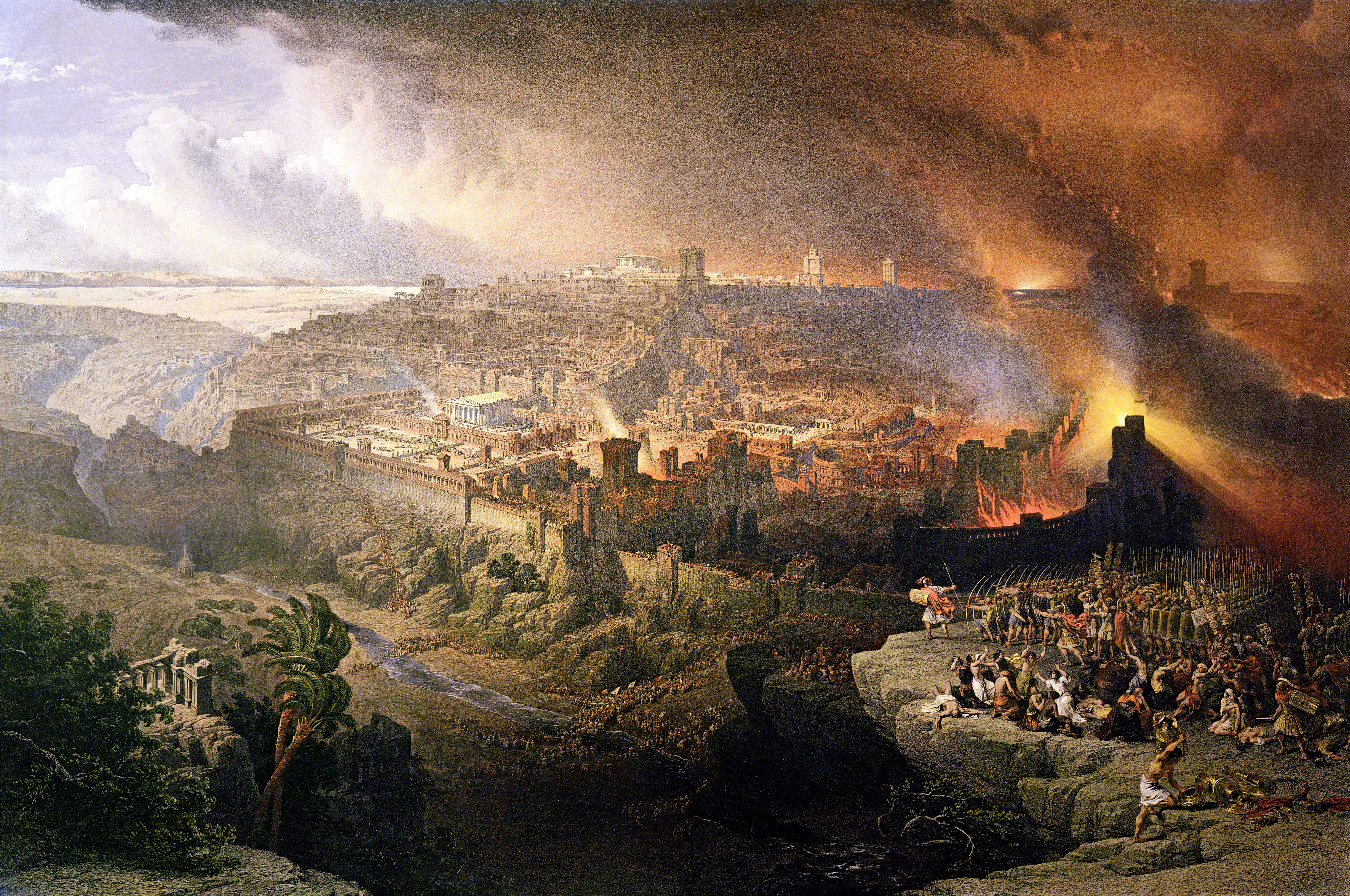
동남쪽에서 바라본 로마의 예루살렘 점령(1850년 데이비드 로버츠의 그림).

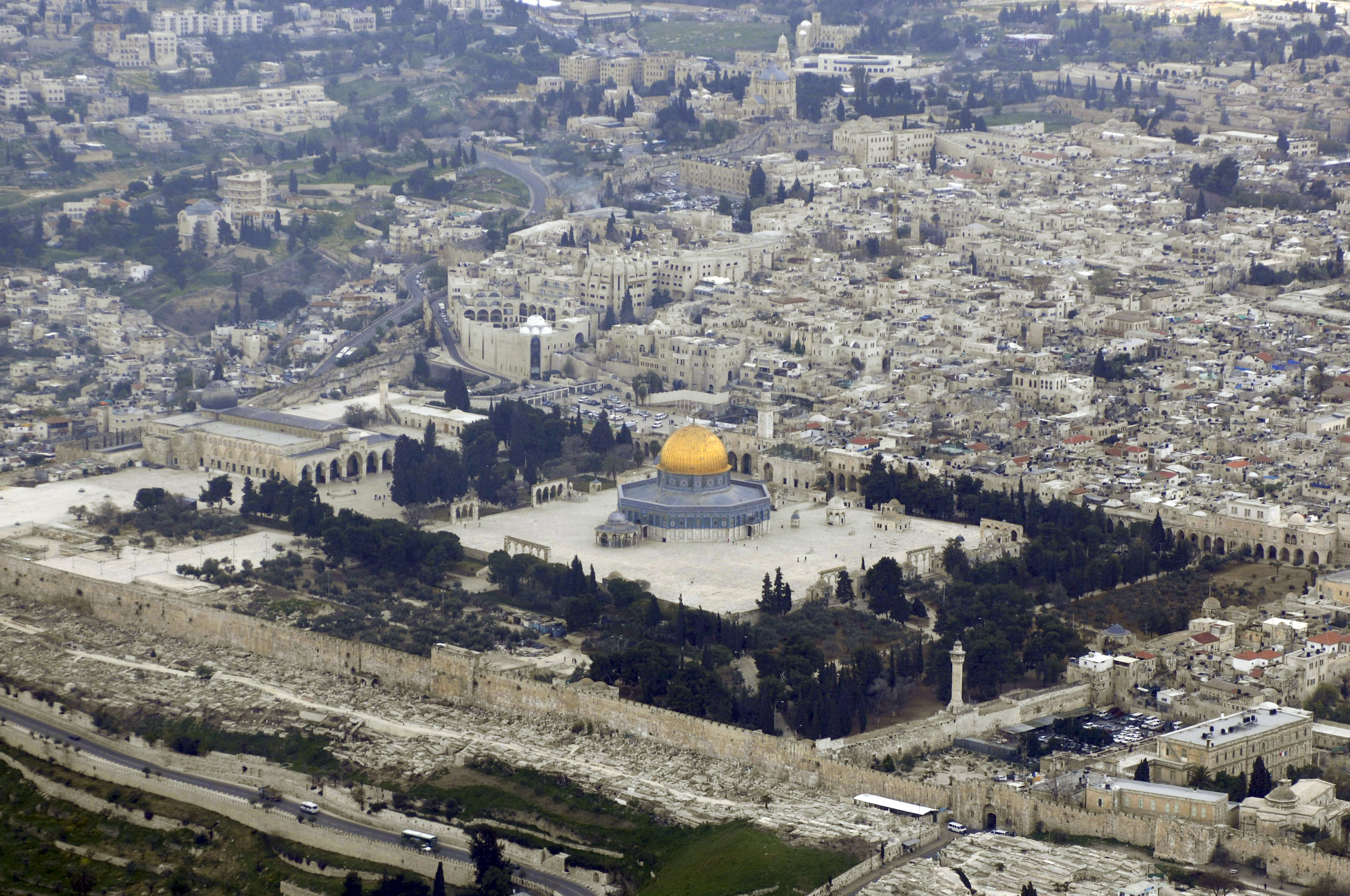
동남쪽에서 바라본, 현대의 성전산 전경으로, 가운데의 바위의 돔과 그 왼쪽의 알아크사 모스크를 볼 수 있다. 산 주변으로 예루살렘 구시가도 일부 보인다.

기원후 66년 유대인들은 로마 제국에 대항하여 반란을 일으켰다. 4년 후인 70년 8월 4일(아브월 9일) 또는 8월 30일 티투스 지휘 하의 로마 군단이 예루살렘을 재점령하여 예루살렘 대부분 및 제2성전을 파괴하였다. 유대에서의 승리를 기념하기 위해 로마에 지어진 티투스 개선문에는 군사들이 메노라 등 성전에서 탈취한 전리품을 가지고 가는 개선식이 묘사되어 있다. 콜로세움에 새겨진 글에는 79년에 베스파시아누스 황제가 전쟁 전리품을 사용하여 콜로세움을 건축하였다고 적혀 있는데, 이 중 일부는 제2성전의 전리품일 가능성이 있다.
사두개파 등 성전을 중심으로 한 유대교의 교파는 입지가 감소하였다.
유대인들은 파괴된 도시에서 계속 거주하였으며, 하드리아누스 황제는 신도시 엘리아 카피톨리나를 예루살렘 터에 건립하였다. 135년 바르 코크바의 난 이후, 많은 유대 공동체가 학살당함에 더해, 유대인들의 예루살렘 거주가 금지되었다. 제2성전의 터에는 로마 신전이 건립되었다. 현재 성전의 터에는 바위의 돔이 서 있으며, 바로 옆에 알아크사 모스크가 있다.
역사 기록에는 성전뿐만 아니라 예루살렘 도심부 전체가 파괴되었다고 기술되어 있다. 하지만 요세푸스에 따르면, 도시의 저항력을 기리기 위해 파사엘의 탑 등 일부 탑은 남겨두었다. 랍비 요하난 벤 자카이가 예루살렘 공방전 당시 베스파시아누스에게 룻다(로드)로 가는 서쪽 문(히브리어: פילי מערבאה)을 남겨 달라고 요청하였다는 기록 또한 존재하며, 로마 군대와 같이 싸웠던 아랍 지원군 또한 서쪽 벽을 파괴하지 않고 남겨두었다.
유대교의 종말론에는 제2성전이 미래 예루살렘의 제3성전으로 대체될 것이라는 믿음이 포함되어 있다. 동방 정교회에서는 성찬을 통해 모든 성별되고 정결한 교회에 제3성전이 존재한다고 본다.

## 고고학

### 성전 경고문
1871년, 예루살렘 성전산 인근에서 그리스어 언셜체가 사용된, 60 cm × 90 cm (24 in × 35 in) 크기의 다듬어진 석판이 발견되었으며, 클레르몽 가노가 성전 경고문의 하나인 것으로 확인하였다. 석판에 쓰여진 글에는 유대인이 아닌 사람이 소레그 담장을 넘어 안쪽으로 넘어가는 것을 금지하는 글이 적혀 있다.
ΜΗΟΕΝΑΑΛΛΟΓΕΝΗΕΙΣΠΟ
ΡΕΥΕΣΟΑΙΕΝΤΟΣΤΟΥΠΕ
ΡΙΤΟΙΕΡΟΝΤ
ΡΥΦΑΚΤΟΥΚΑΙ
ΠΕΡΙΒΟΛΟΥΟΣΔΑΝΛΗ
ΦΘΗΕΑΥΤΩΙΑΙΤΙΟΣΕΣ
ΤΑΙΔΙΑΤΟΕΞΑΚΟΛΟΥ
ΘΕΙΝΘΑΝΑΤΟΝ
→성전 경내를 에워싸고 있는 난간과 칸막이 안에 외국인이 들어오면 안 된다. 적발되는 자는 명백한 사형에 자신이 책임을 질 것이다.

현재 석판은 이스탄불 고고학 박물관에서 보존하고 있다.
1935년에는 이와 유사한 다른 경고문 석판 조각이 발견되었다.

### 나팔을 부는 장소
성전산 서남쪽 구석에서, 부분적으로 보존된 다른 고대 석판이 발견되었다. 석판에는 "나팔을 부는 장소에"라는 문구가 쓰여 있으며, 모양으로 보아 난간의 일부였을 것으로 추정하고 있다. 탈무드와 요세푸스의 글에 나오는, '성직자들이 서서 오후, 저녁, 일곱째 날마다 나팔을 부는 곳'이라고 언급된 그 장소로 보고 있다.

### 성전의 벽과 문
1967년부터 고고학자들은 현재는 사자의 문 인근 성벽을 이루고 있는, 성전산을 두르는 벽을 발굴하였으며, 따라서 통곡의 벽만이 성전의 유일한 흔적이 아니라는 것이 밝혀졌다. 현재 로빈슨의 아치가 바닥 끝 부분과 멀리 떨어진 고지대 당을 잇는 아치의 시작 부분으로서 남아 있다. 방문객이나 순례자들은 남쪽에 있는 문을 통과해 열주를 지나 고지대로 이어지는 길을 이용하기도 했으며, 이 길은 현재 남아 있지만 길 자체는 막혔다. 남벽은 당초 대문으로서 기능하게끔 설계되었다. 최근에는 여러 미크바와, 현재는 막힌 입구로 향하는 계단 길이 발굴되기도 하였다.

### 지하 구조물
벽 안에는 현재 솔로몬의 마구간이라고 부르는, 여러 아치가 떠받치고 있는 연단이 있다. 예루살렘 이슬람교 와크프는 이 공간을 개조하였으며, 많은 논란을 낳고 있다.

### 채석장
2007년 9월 25일, 이스라엘 유물관리국에서는 헤로데의 성전 건축 당시 돌을 채굴한 채석장을 발견하였다고 발견하였다. 동전, 도자기, 철 말뚝의 연대는 기원전 19년으로 추정하고 있다. 고고학자 에후드 네처는 돌에 있는 절단 흔적은 노예 수백 명을 동원한 대규모 공공 프로젝트의 증거라고 말하였다.

### 바닥 타일
최근 성전산 조사 프로젝트에서는 제2성전기에 사용한 바닥 타일을 발견하였다.

### 막달라석
막달라석은 기원후 70년 성전이 파괴되기 전 성전을 묘사해 놓은 것으로 추정하고 있다.

### 사진

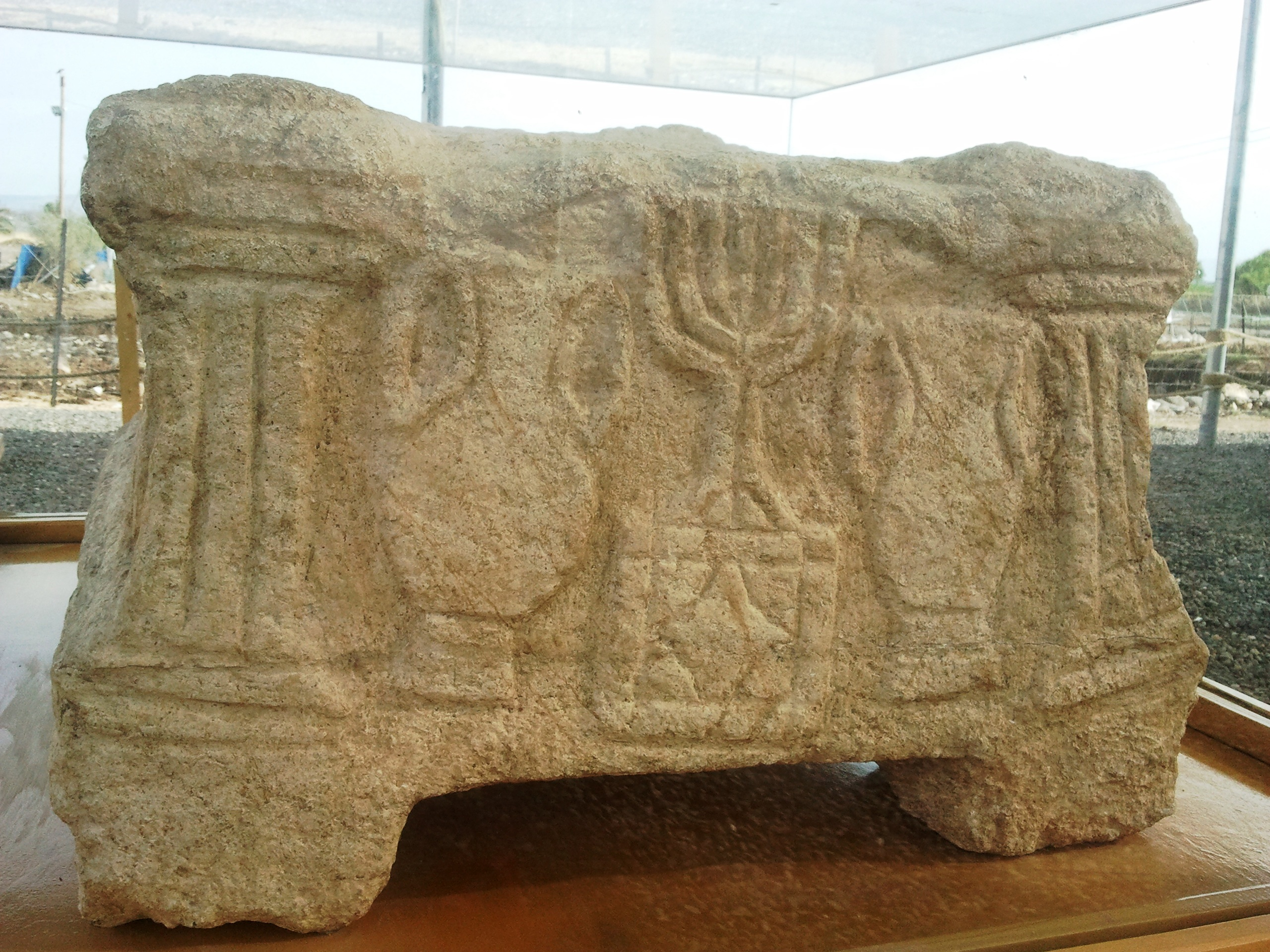
막달라석.
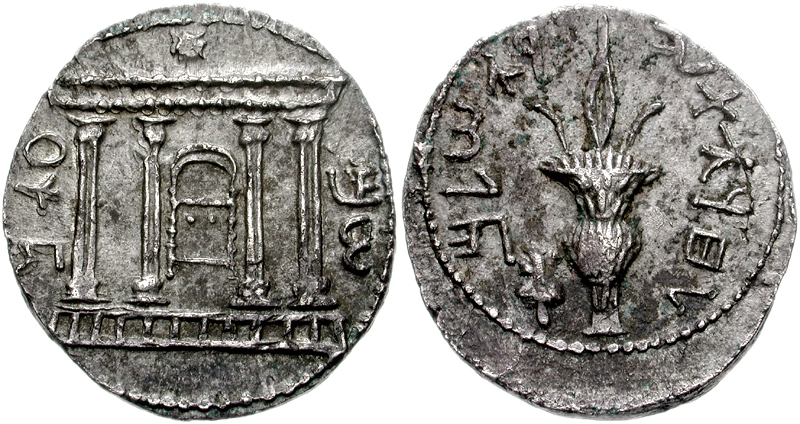
기원후 132년 ~ 135년의, 예루살렘 성전의 정면이 묘사되어 있는 테트라드라크마.
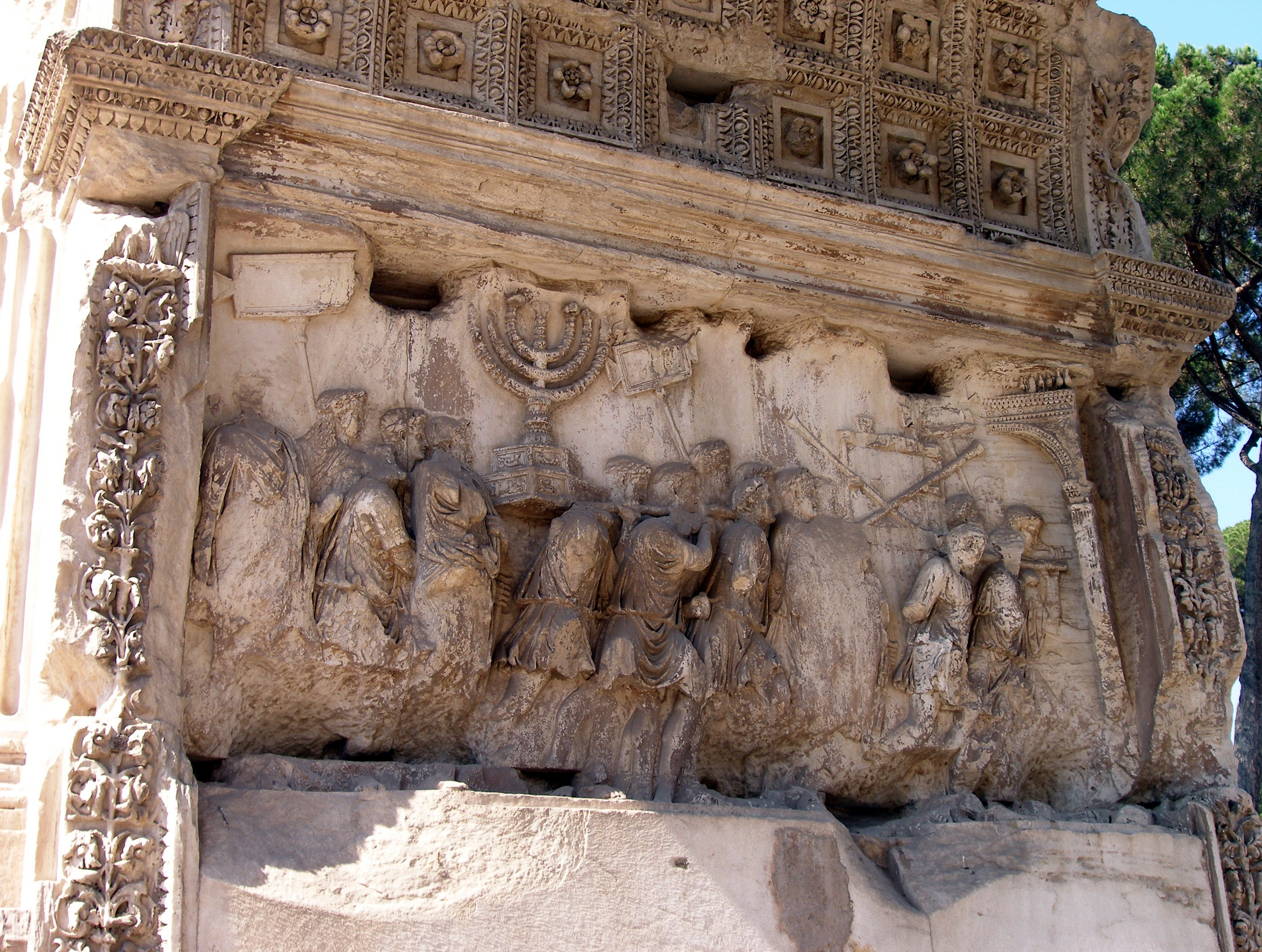
티투스 개선문에 있는, 예루살렘 성전의 약탈 모습.
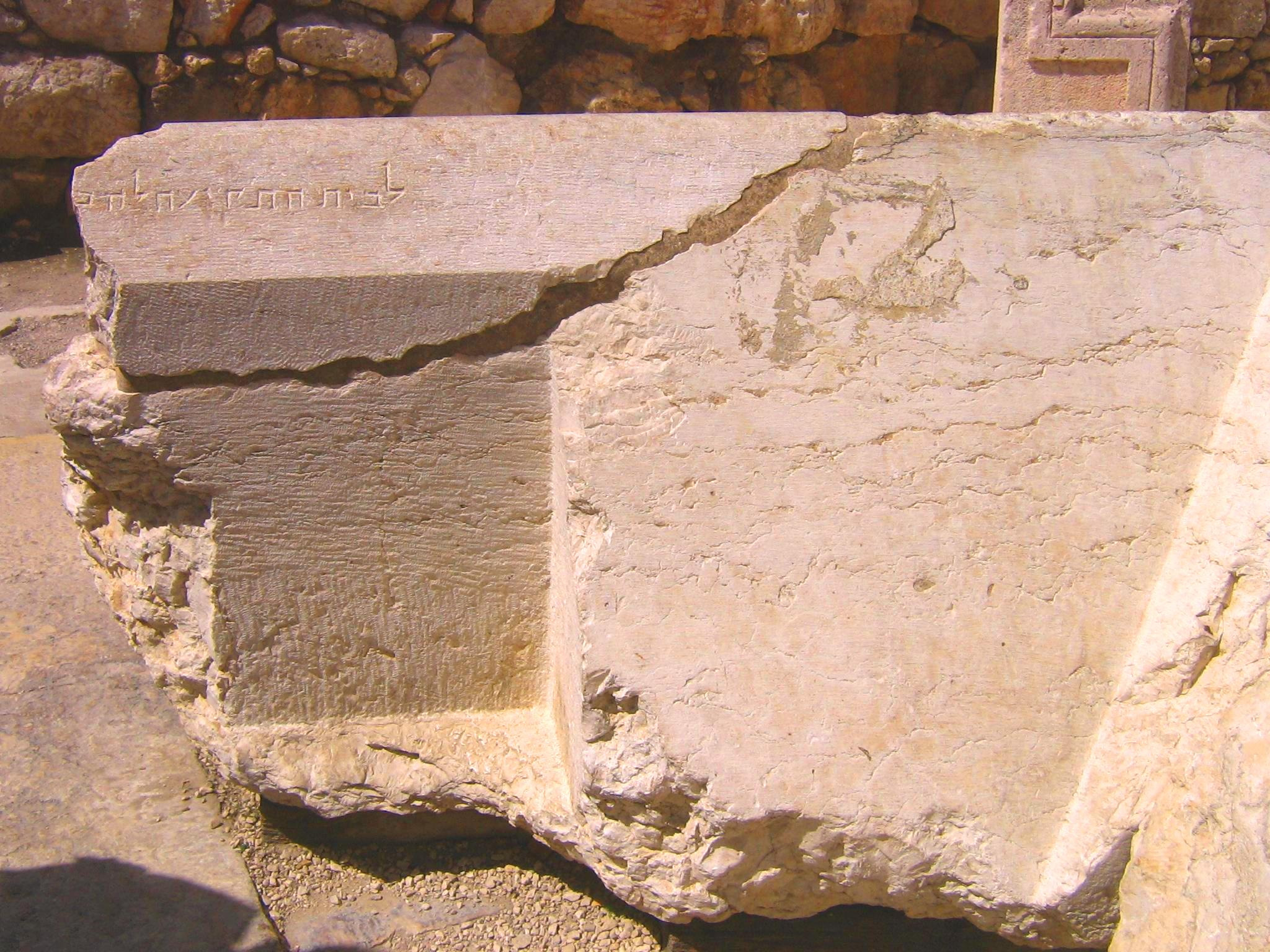
성전 서남쪽에 있는 행각의 일부로, 나팔을 부는 장소문이 적혀 있다.
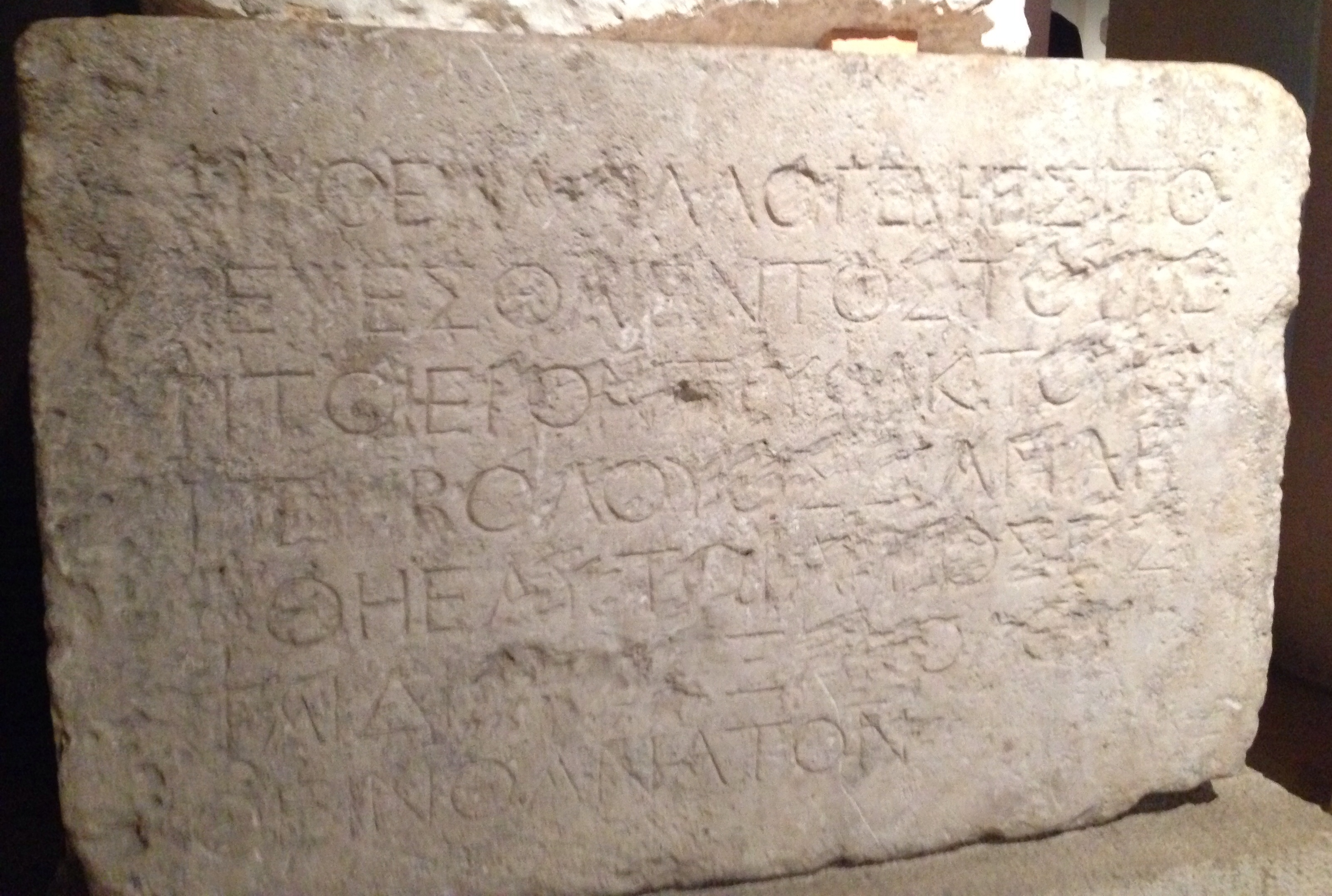
1871년 발견된 성전 경고문.
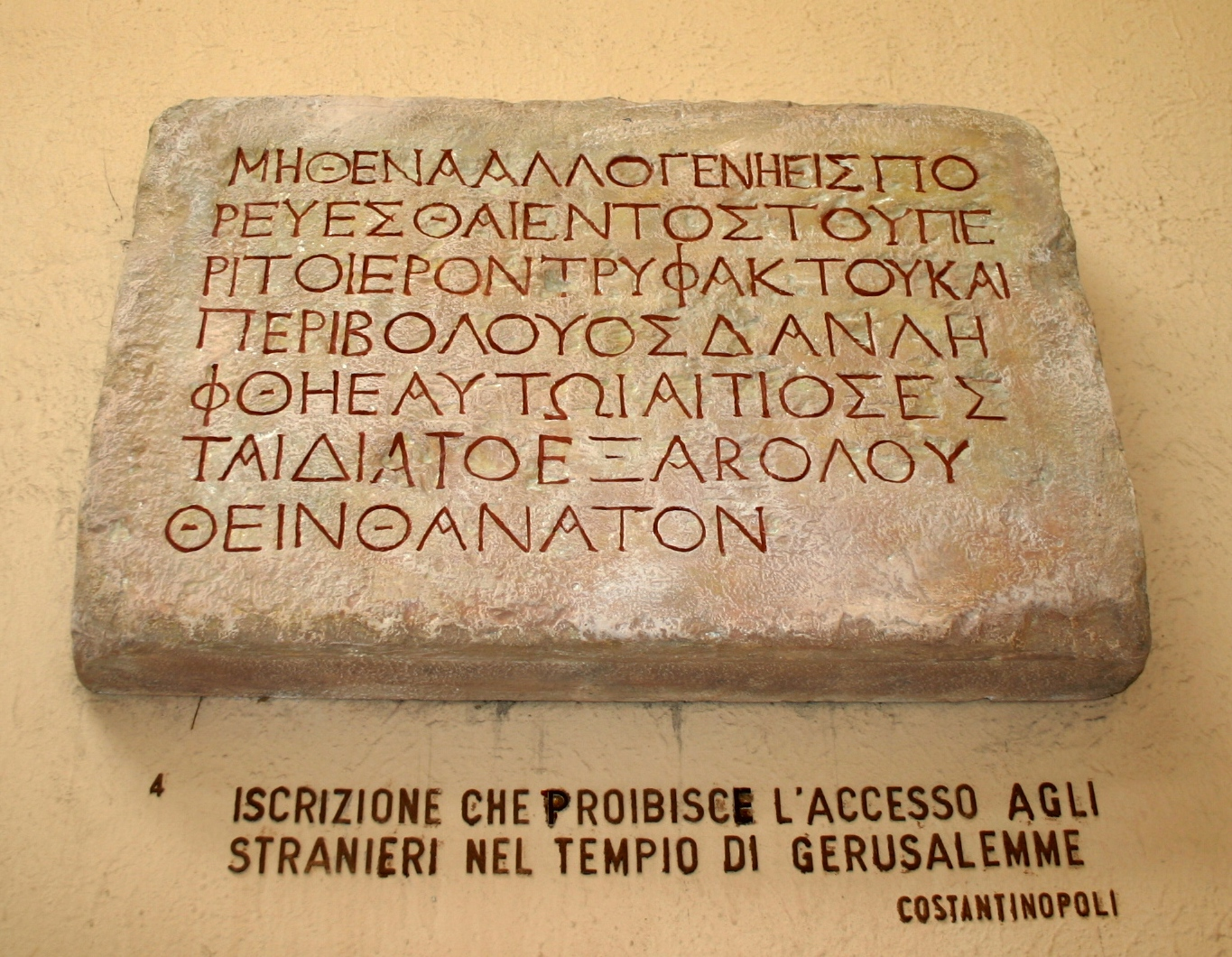
1871년 발견된 성전 경고문.
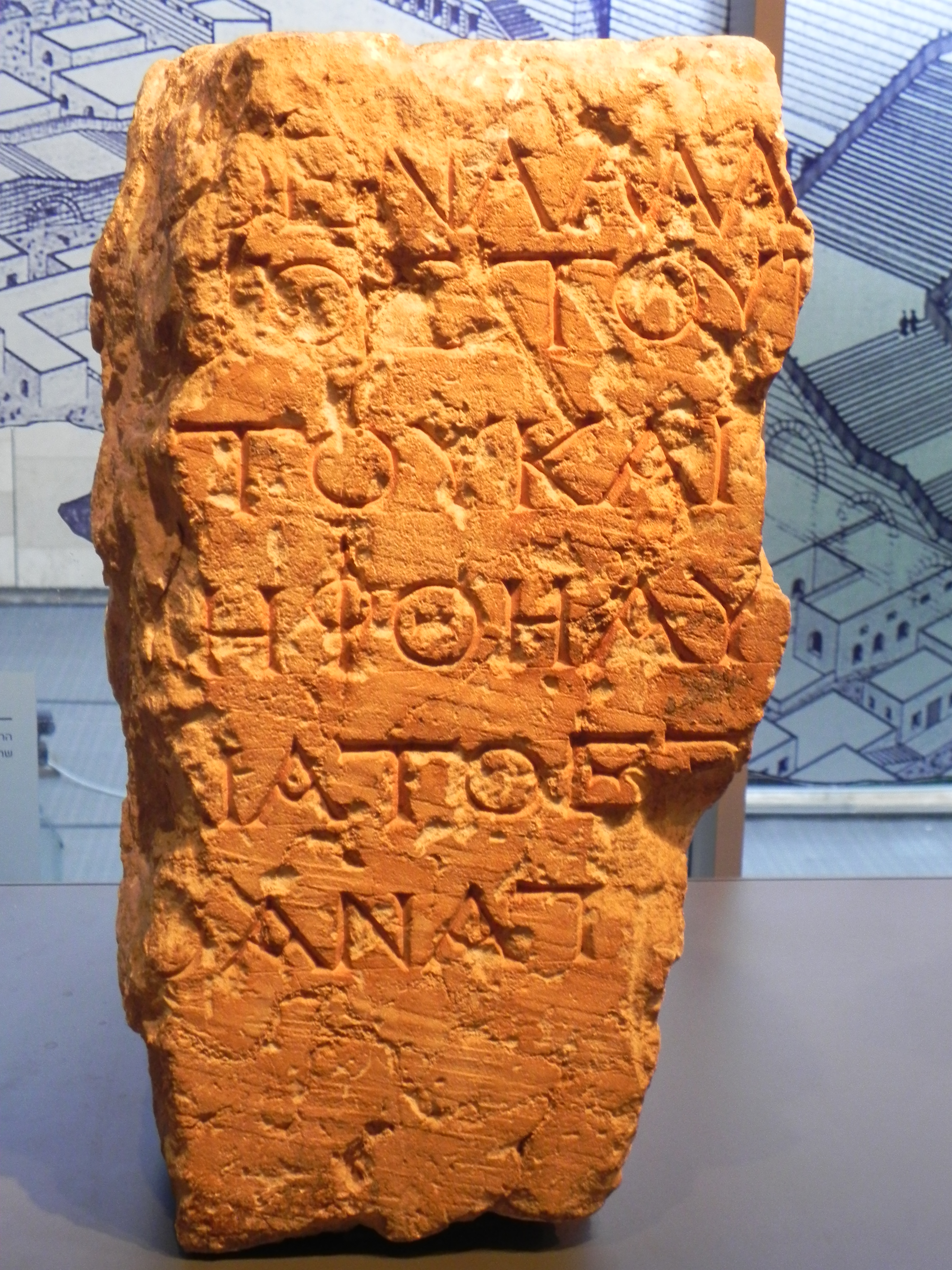
제2성전의 성전 경고문의 일부.
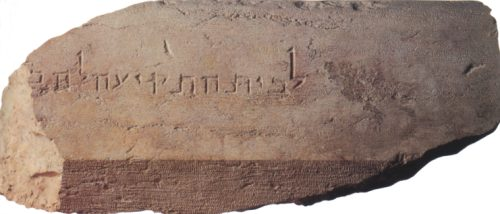
2.43 m × 1 m (8 ft 0 in × 3 ft 3 in) 크기의 나팔을 부는 장소문으로, 히브리어로 "나팔을 부는 장소"라고 적혀 있다. 성전산 남쪽에서 발견되었으며, 제2성전의 일부로 추정하고 있다.

## 제2성전 유대교
제2성전이 완공된 기원전 515년부터 로마 제국에 의해 파괴된 기원후 70년까지의 기간 동안에 아브라함 종교에 많은 역사적 및 종교적 변화가 일어닜다. 유대교 성경의 권위, 종교를 중심으로 한 법과 도덕, 종말의 예측이 모두 이 시기에 생겨났다.

## 같이 보기
- 평화의 신전
- 예루살렘 성전

## 참고 자료
- Grabbe, Lester. 2008. A History of the Jews and Judaism in the Second Temple Period. 2 vols. New York: T&T Clark.
- Nickelsburg, George. 2005. Jewish Literature between the Bible and the Mishnah: A Historical and Literary Introduction. 2nd ed. Minneapolis: Fortress.
- Schiffman, Lawrence, ed. 1998. Texts and Traditions: A Source Reader for the Study of Second Temple and Rabbinic Judaism. Hoboken, NJ: KTAV.
- Stone, Michael, ed. 1984. The Literature of the Jewish People in the Period of the Second Temple and the Talmud. 2 vols. Philadelphia: Fortress.